# Кассопа
Кассопа (др.-греч. Κασσώπη) — древний город в области Кассопия (Κασσωπία), к югу от Феспротии в юго-западной части Эпира.
В 343 году до н. э. Филипп II Македонский сверг регента Арриба, который отказался отдать трон Молоссии своему племяннику Александру, шурину Филиппа, и расширил царство Александра до залива Амвракикос, покорив и аннексировав прибрежную область Кассопию с городами Пандосия, Бухетий (Бухеты) и Элатрия (Элатея). После Филиппа II Македонского возник город Кассопа.
Городской план и жилая застройка проектировались с учётом единого линейного стандарта. Типовое градостроительное решение в Кассопе (как и в Милете) — с двумя домами по узкой стороне квартала с подквадратным пятном плана. Количество домов в таком квартале — до 10—16 (в Милете — 6). Наличие стандартных домов-ячеек (парцелл) позволяло легко менять размеры кварталов, приспосабливая, тем самым, регулярную планировочную сеть города к конкретному рельефу местности. Площадь жилого дома в Кассопе — 225 м² (в Милете — 259 м²).
Жители Кассопы были вынуждены покинуть город и поселиться в Никополе, основанном Августом в 31 году до н. э. после победы над Антонием.

## Стены Кассопы

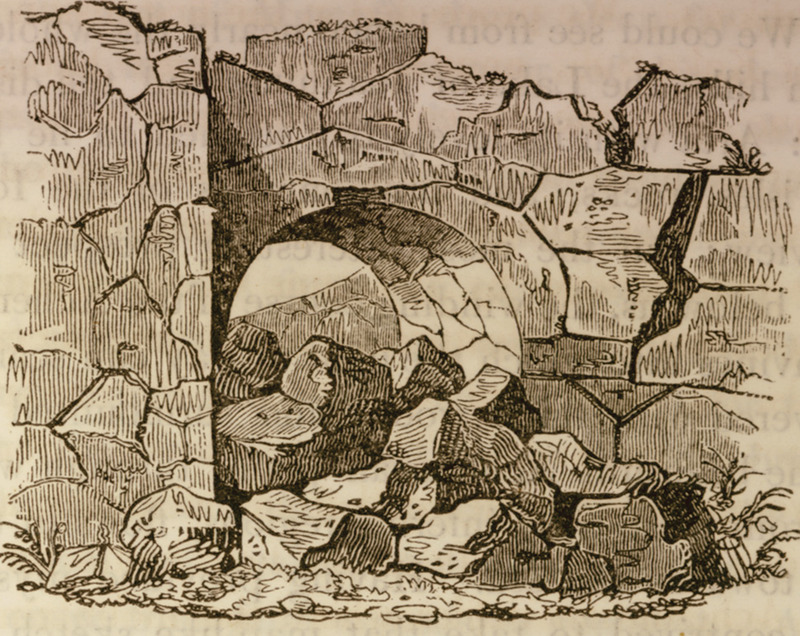
Западные ворота Кассопы на иллюстрации из книги «Путешествие по Сицилии, Греции и Албании» священнослужителя Томаса Хьюза

Кассопа относится к хорошо укрепленным горным городам классической эпохи с укрепленным периболом, окружающим город и два его акрополя. Это стены из местного известняка по принципу полигональной кладки, чтобы защитить его от различных набегов и опасностей. По этой причине обнесены стеной акрополи с резервуарами для воды, построенные в скалах, где жители укрывались во время опасности. Там, где скалы крутые и не имеют пути в город, стены не строили (северо-западная сторона). На юго-западной стороне города, где земля была ровной, была даже построена стена перед обычным фортификационным периболом для лучшей защиты и предотвращения прохода осадных машин возле города. Наконец, с восточной стороны к настоящему времени сохранились лишь несколько остатков стены.
Стены сделаны по принципу полигональной кладки и зубчатыми, так как через равные промежутки длины создавался выступ, который выступал из остальной части стены. Похожий пример строительства стен есть в Приене. Однако в Кассопе у стены не было башен. С расширением города на юго-запад эта часть также обнесена стеной, стены которой теперь имели башни. На южной стороне, где стена построена на удалённых скалах, она была толщиной 0,8 м, а на западной стороне, где земля была ровной, она была толщиной 3,6 м и высотой около 6 м. Стена построена по полубутовой технике: имела две отесанные лицевые стороны и внутреннюю забутовку стены из необработанного камня разного размера.
Из ворот укрепленного перибола западные ворота сохранились в относительно хорошем состоянии. Они располагаются примерно на высоте главной улицы города, почти на метр над ней. Они имеют простую конструкцию, ширину 3 м. Особенностью их является то, что верхняя часть ворот поддерживается аркой. Эти ворота построены до 350 года до н. э. по данным раскопок в этой местности, это одно из старейших арочных сооружений греческой архитектуры.